# Ударный матричный принтер
Ударный ма́тричный принтер (англ. impact dot matrix printer) — вид принтера, создающий изображение на бумаге из отдельных маленьких точек ударным способом. В разговорной речи словосочетанием «матричный принтер» обозначают именно такой принтер, хотя матричный принцип формирования символов используется во многих видах печатающих устройств: струйных, термических и т.д.

## Принцип действия
В матричном принтере изображение формируется на носителе печатающей головкой, содержащей матрицу (массив) пуансонов, приводимых в действие электромагнитами. Головка располагается на каретке, движущейся по направляющим поперёк листа бумаги, при этом пуансоны в заданной последовательности наносят удары по бумаге через красящую ленту, аналогичную применяемой в печатных машинках и обычно упакованную в картридж, тем самым формируя точечное изображение. Для перемещения каретки обычно используется ремённая передача, реже — зубчатая рейка или винтовая передача. Приводом каретки является шаговый электродвигатель. Такой тип матричных принтеров именуется SIDM (англ. Serial Impact Dot Matrix — последовательные ударно-точечные матричные). Скорость печати таких принтеров измеряется в CPS (англ. characters per second — символах в секунду).
Пуансоны в печатающей головке располагаются, в зависимости от их количества, одним или двумя вертикальными столбцами, или в виде ромба. Материалом для пуансонов служит износостойкий вольфрамовый сплав. Для привода пуансонов используются две технологии, основанные на электромагнитах — баллистическая и с запасённой энергией. Поскольку электромагниты нагреваются при работе, печатающая головка снабжается радиатором для пассивного отвода тепла; в высокопроизводительных принтерах может применяться принудительное охлаждение печатающей головки вентилятором, а также система температурного контроля, снижающая скорость печати или прекращающая работу принтера при превышении допустимой температуры печатающей головки.
Для печати на носителях различной толщины в матричном принтере имеется регулировка зазора между печатающей головкой и бумагоопорным валом. В зависимости от модели, регулировка может производится вручную, либо автоматически. При автоматической установке зазора принтер имеет функцию определения толщины носителя.
В разное время выпускались принтеры с 9, 12, 14, 18, 24 и 36, 48 пуансонами в головке; разрешающая способность печати, а также скорость печати графических изображений напрямую зависят от числа пуансонов. Наибольшее распространение получили 9- и 24-пуансонные принтеры.
9-пуансонные принтеры применяются для высокоскоростной печати с невысокими требованиями к качеству. Для достижения высокой скорости в некоторых принтерах используются сдвоенные (2х9) и счетверённые (4×9) 9-пуансонные печатающие головки. За счёт меньшего количества пуансонов 9-пуансонная печатающая головка отличается большей надёжностью и меньшим нагревом. В настоящее время 9-пуансонные матричные принтеры занимают большую часть рынка.
Преимуществом 24-пуансонового принтера является высокое качество печати, в графическом режиме максимальное разрешение составляет 360×360 точек на дюйм. При этом скорость печати 24-пуансонного принтера существенно ниже, чем у 9-пуансонного. Основная сфера применения — печать с высокими требованиями к качеству. 24-пуансонные матричные принтеры часто используются для заполнения бланков официальных документов.
Кроме пуансонной, известна технология Unihammer, представленная в 80-х годах компанией Seikosha. В ней гладкий бумагоопорный вал был заменён вращающимся ребристым цилиндром, а печатающая головка представляет собой единственный вертикальный ударник с электромагнитным приводом. Красящая лента расположена аналогично пуансонному принтеру, между печатающей головкой (ударником) и бумагой. В месте удара ударника по ребру цилиндра на бумаге остается точка, изображение создается аналогично пуансонным принтерам. Технология Unihammer использовалась преимущественно в недорогих принтерах для домашних компьютеров, например Commodore MPS-801, удешевление достигалось за счёт отказа от пуансонной головки как дорогостоящего высокоточного узла. Недостатками были низкая скорость печати и высокий уровень шума, фактически, по сравнению с 9-24 пуансонами традиционного пуансонного принтера, это был однопуансонный принтер, создающий за один проход одну строку точек.
В современных матричных принтерах красящая лента упакована в картридж, содержащий также узлы для протяжки и натяжения ленты. В зависимости от конструкции принтера, картридж располагается на станине или на каретке. В ранних моделях вместо картриджа может использоваться лента на катушках для печатной машинки.
В матричных принтерах может использоваться два типа красящей ленты — многопроходная (стандартная) и однопроходная (пленочная), отличающихся качеством оттиска и конструкцией. Многопроходная лента, применяемая в большинстве случаев, представляет собой кольцо из плотного нейлона, пропитанного красящим веществом и, во многих современных принтерах, смазкой для печатающей головки. Для повышения ресурса ленты её длина часто составляет 6 и более метров. Часто используется дополнительная подкраска с помощью бункера или ролика из пористого материала (фетра), пропитанного краской, причём бункер с краской может быть сменным, что позволяет многократно увеличить ресурс красящей ленты. В некоторых принтерах для увеличения ресурса лента имеет вид ленты Мёбиуса. Недостатком многопроходной ленты является постепенное снижение яркости оттиска по мере работы. В то же время такая лента не имеет четкого ресурса, после исчерпания которого дальнейшая печать невозможна. Однопроходная лента, предназначенная для высококачественной печати на 24-пуансонных принтерах, является тонкой плёнкой с нанесённой с рабочей стороны краской. В отличие от многопроходной ленты, при ударе пуансоны на бумагу переходит весь краситель. В процессе печати использованная лента сматывается с одной катушки картриджа на другую, подобно магнитной ленте в кассете. Высокое качество печати, достигаемое при использовании однопроходной ленты, имеет два побочных эффекта:
- На каждый печатаемый символ теряется без использования как минимум 50% и до 99,9% поверхности ленты, так как каждый печатаемый элемент требует нового участка ленты. Поскольку протяжка красящей ленты механически связана с приводом каретки, лента расходуется при каждом перемещении печатающей головки, независимо от того, производится ли печать.
- Однопроходная лента создаёт угрозу информационной безопасности, так как вследствие полного перехода красителя на бумагу на ленте четко видна печатавшаяся информация. Для устранения опасности утечки конфиденциальной информации использованная однопроходная красящая лента требует утилизации методами, исключающими восстановление с неё информации.

Большинство матричных принтеров имеет несколько вариантов подачи бумаги, отличающихся конфигурацией тракта прохода бумаги. Листовая бумага обычно подается сверху по U-образному пути вокруг бумагоопорного вала, для подачи носителей повышенной толщины и многослойной бумаги используется путь с меньшим изгибом с подачей снизу или спереди принтера. Для подачи листовой бумаги применяется фрикционная подача, перфорированная бумага подается тракторным податчиком, использующим зубчатое зацепление с перфорацией бумаги, что значительно снижает риск замятия бумаги. Тракторный податчик обычно можно установить в толкающую или тянущую позицию. В случае применения листовой бумаги большинство матричных принтеров требует её ручной заправки; во многих моделях имеется возможность использования опционального автоподатчика листовой бумаги (англ. CSF, Cut Sheet Feeder). Варианты подачи бумаги переключаются вручную рычагом или автоматизированно с возможностью программного выбора.
Для печати на плотных и многослойных носителях применяются принтеры с прямым трактом подачи, исключающим изгиб носителя. Такие принтеры используются для печати на авиа- и железнодорожных билетах, сберегательных книжках, паспортах.
SIDM технология обеспечивает сравнительно низкую скорость печати, так как для печати строки печатающая головка в общем случае должна пройти вдоль всей области печати и вернуться к начальной позиции для печати следующей строки. Для повышения скорости печати используется ряд технологий:
- Двунаправленная печать (Bidirectional print). Печать осуществляется в обоих направлениях. Вместо холостого возврата каретки при её обратном ходе производится печать следующей строки. На некоторых принтерах начального уровня двунаправленная печать возможна только при условии печати в текстовом режиме с использованием встроенного знакогенератора;
- Печать с логическим поиском, "пропуск белого" (Logic seek, White skip). Вне запечатываемой области строки печатающая головка перемещается с повышенной скоростью;
- Режим ускорения печати (Print Speed Enhancer (PSE). Фирменная технология Epson для ускорения печати при минимальном ухудшении качества заключается в разреженной печати с автоматическим уменьшением расстояния между столбцами, что делает оттиск более плотным по сравнению с разреженной печатью с неизменным шагом столбцов.

Следующие технологии подразумевают изменение конструкции принтера:
- Линейно-матричная печать. За счёт большого количества молоточков, равномерно расположенных на челночном механизме по всей ширине области печати производится печать одновременно всей строки. Механизм разработан компанией Printronix, скорость таких принтеров измеряется в строках в секунду (LPS, (англ. Lines per second);
- Увеличение числа печатающих головок. В технологии TriMatrix, разработанной и используемой компанией Output Technology, используются три отдельные печатающие головки, перемещение которых жёстко синхронизировано. Повышение скорости печати достигается за счёт параллельной печати строки несколькими печатающими головками, каждая из которых обслуживает свою область печати.

## Особенности применения и режимы печати
Помимо печати текстовой информации, когда удары пуансонов формируются программным обеспечением самого принтера, многие матричные принтеры имеют режим индивидуального управления пуансонами с компьютера, что обеспечивает возможность печати графической информации, однако в этом режиме скорость печати значительно падает. Иногда встроенное программное обеспечение принтера поддерживает загрузку во встроенную память принтера дополнительного набора шрифтов.
В зависимости от модели, матричные принтеры могут поддерживать все или некоторые из следующих режимов:
- графический режим (англ. semi-graphic, character graphic);
- алфавитно-цифровой режим:
  - LQ (англ. Letter Quality — «типографское качество»), качественный режим 24-пуансонных принтеров;
  - NLQ (англ. Near Letter Quality — «качество близкое к типографскому»), качественный режим 9-пуансонных принтеров;
  - Draft — черновое качество печати; в этом режиме достигается максимальная скорость печати за счёт ухудшения её качества;

## Многоцветная матричная печать
Некоторые модели матричных принтеров обладают возможностью многоцветной печати при использовании четырёхцветной CMYK красящей ленты. Смена цвета достигается смещением картриджа с лентой относительно печатающей головки дополнительным механизмом. Цветной матричный принтер позволяет получить семь цветов: основные цвета печатаются в один проход, а дополнительные цвета — в два прохода. Многоцветная матричная печать может использоваться для распечатки цветного текста и простой графики, и непригодна для получения фотореалистичных изображений. Чаще всего возможность цветной печати реализуется с помощью дополнительной оснастки (color kit), как в принтерах Epson LX-300+II и Citizen Swift 24; реже многоцветная печать является базовой возможностью (Epson LQ-2550, Okidata Microline-395C).
Серьёзным недостатком технологии цветной матричной печати является постепенное загрязнение первичных цветов на ленте чёрным вследствие контакта ленты с многоцветным изображением, приводящего к искажению цветов на распечатке.
Цветные матричные принтеры не получили широкого распространения, поскольку к моменту возникновения широкой потребности в цветной печати были вытеснены цветными струйными принтерами, обладающими более высокими эксплуатационными качествами, и в настоящее время практически не встречаются.

## Управление печатью и взаимодействие с компьютером
Управление матричными принтерами осуществляется при помощи различных систем команд, общепринятыми из которых являются две: Epson ESC/P (англ. EPSON Mode) и IBM ProPrinter (англ. IBM Mode); большинство принтеров поддерживает обе системы.
Традиционно матричные принтеры подключаются к компьютерам через параллельный интерфейс, стандартом лат. de facto является Centronics. Другой устоявшийся интерфейс — RS-232C токовая петля 20 мА. Выпускающиеся в настоящее время матричные принтеры имеют современный интерфейс USB, однако поддержка устаревших интерфейсов в них, как правило, сохраняется для обеспечения совместимости с существующими промышленными или измерительными системами; так, например, принтер Epson LX-300+II оснащён всеми тремя интерфейсами.
Для задания базовых настроек принтера типа выбора кодовой страницы, длины формы и т. д. в старых моделях обычно используются DIP-переключатели, причём в большинстве принтеров имеется встроенная распечатываемая справка по настройкам. В большинстве современных моделей базовые настройки производятся через ту или иную реализацию меню и хранятся в энергонезависимой памяти. Базовые настройки действуют только в текстовом режиме, также операционная система может переопределять их независимо от текущих установок принтера.

## Преимущества
Несмотря на то, что технологии матричной печати часто воспринимаются как устаревшие, матричные принтеры по-прежнему находят применение там, где требуется недорогая массовая печать на многослойных бланках (например, на авиабилетах) или под копирку, а также в случаях, когда требуется вывод значительного количества чисто текстовой информации без предъявления особых требований к качеству получаемого документа (печать этикеток, ярлыков, данных с систем управления и измерения); дополнительная экономия при этом достигается за счёт использования дешёвой фальцованной или рулонной бумаги.
Ударная технология печати является единственной технологией компьютерной печати, приемлемой для длительного архивного хранения документов ввиду необратимой деформации носителя и особенностей используемых красителей. Также ударная печать ввиду аналогии с пишущей машинкой является единственной технологией компьютерной печати с доказанной на практике длительностью архивного хранения оттисков.
Возможность долговечной печати на носителях, непригодных для других технологий.
Ещё одним преимуществом матричной печати является высокий ресурс как самого принтера (8 млн строк), так и печатной головки (30-400 млн символов).

## Недостатки
Основными недостатками матричных принтеров являются:
- высокий уровень шума;
- низкая скорость и качество печати в графическом режиме;
- ограниченные возможности цветной печати.

Для снижения шума при печати в отдельных моделях предусмотрен тихий режим, в котором каждая строка печатается в два прохода с использованием половинного количества пуансонов; побочным эффектом такого решения является значительное снижение скорости печати. Для борьбы с шумом также применяют специальные конструкции с звуконепроницаемыми кожухами.